# Igor Vasiljev
Igor Vladimirovič Vasiljev (rusko Игорь Владимирович Васильев), ruski rokometaš, * 24. januar 1966, Volgograd, † 26. maj 2023.
Leta 1992 je na poletnih olimpijskih igrah v Barceloni v sestavi Združene ekipe osvojil zlato olimpijsko medaljo.